# کو (فیلم)
کو (انگلیسی: King) یک فیلم به کارگردانی کی. وی. آناند است که در سال ۲۰۱۱ منتشر شد. جیوا، عجمل امیر و پراکاش راج از جمله بازیگران این فیلم هستند.